# Ossuarium Douaumont
Ossuarium Douaumont – budowla upamiętniająca żołnierzy poległych w bitwie pod Verdun (1916) podczas I wojny światowej. Ossuarium jest zlokalizowane na cmentarzu wojskowym w miejscowości Douaumont, niedaleko Verdun we Francji.
Podczas bitwy pod Verdun zginęło przeszło 300 tys. żołnierzy francuskich i niemieckich, a łączne straty obu walczących stron wyniosły ponad 700 tys. zabitych, rannych oraz zaginionych.

## Informacje ogólne

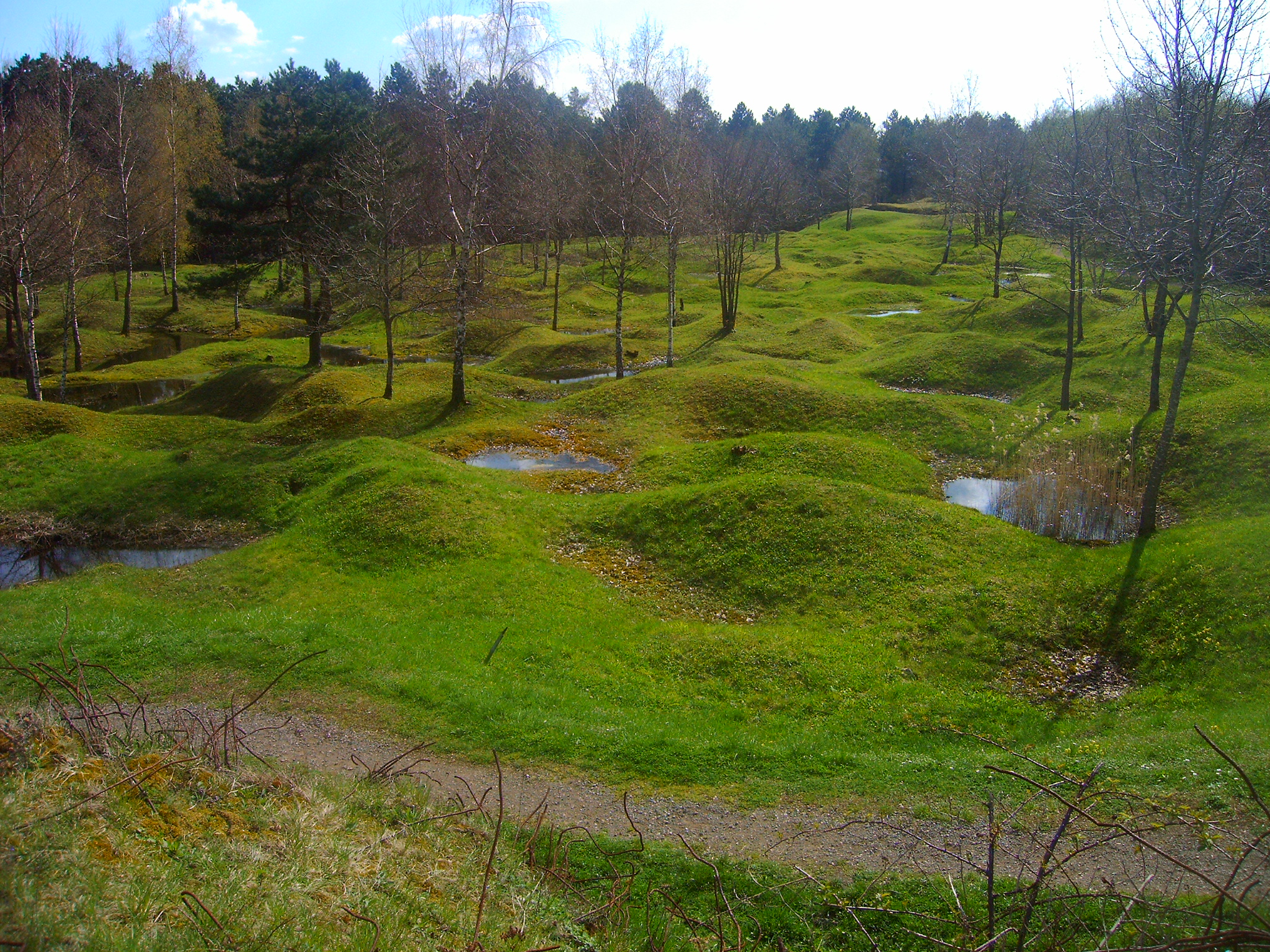
Współczesny widok pola bitwy pod Verdun

Ossuarium oficjalnie otwarto 7 sierpnia 1932 roku. Ceremonii otwarcia przewodniczył ówczesny prezydent Francji, Albert Lebrun. Zbudowano je w celu pochowania szczątków ponad 130 tysięcy ciał żołnierzy francuskich oraz niemieckich, których tożsamości nie dało się ustalić. Szczątki te zostały umieszczone we wnętrzu budowli oraz w kryptach. Oprócz żołnierzy nieznanych, w ossuarium pochowano ciała żołnierzy, których tożsamość została potwierdzona, a ich imiona zostały wyryte na ścianach ossuarium (za umieszczenie ciała żołnierza we wnętrzu ossuarium płaciła jego rodzina po identyfikacji zwłok zmarłego). Na zewnątrz budynku powstał wielki cmentarz wojskowy, na którym znajduje się ponad 16 tys. grobów żołnierzy francuskich poległych pod Verdun. Spoczywają tu również nieliczni polegli z okresu II wojny światowej. Cmentarz w Douaumont jest jednym z największych cmentarzy we Francji oraz największym znajdującym się poza obszarem Paryża.

## Architektura
Budynek ossuarium zaprojektowali trzej francuscy architekci: Léon Azéma, Max Edrei oraz Jacques Hardy. Wieża monumentu wznosi się na ponad 46 metrów, roztacza się z niej widok na panoramę pola walki. Na szczycie wieży zwanej Wieżą Zmarłych (fr. Tour des morts) lub Latarnią Zmarłych (fr. La Lanterne des morts) znajduje się dzwon Zwycięski Trzmiel (fr. Bourdon de la Victoire), który ogłasza inaugurację obchodów rocznicy walk. Łącznie ossuarium ma ponad 137 metrów długości, a wzdłuż niego umieszczono 42 alki. Na pierwszym piętrze ossuarium urządzono muzeum wojenne, które zawiera sporą kolekcję pozostałości po zrównanych z ziemią wsiach i miejscowościach, a także liczną kolekcję zdjęć 3-D oraz uzbrojenia wykorzystanego podczas bitwy pod Verdun.

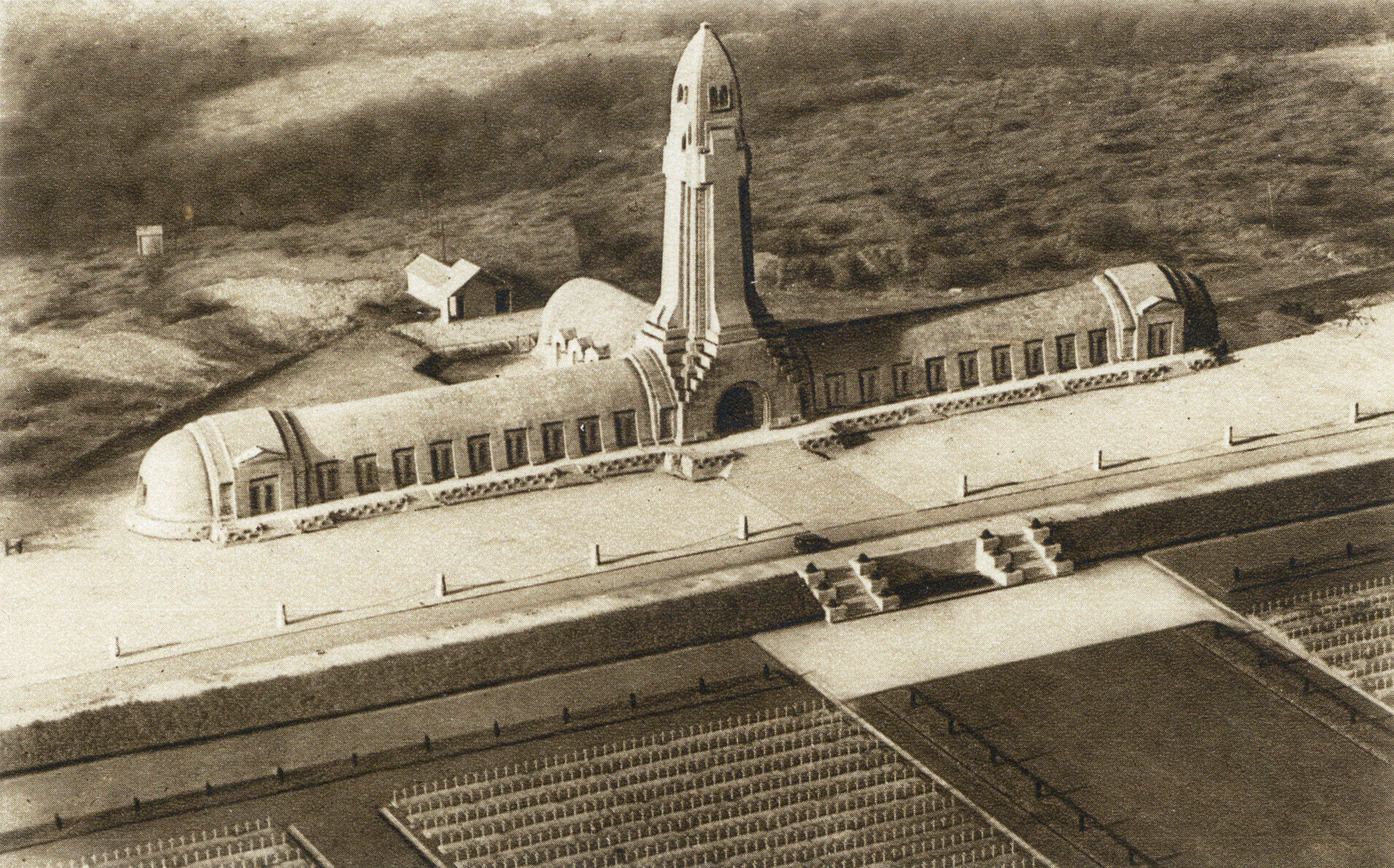
Ossuarium
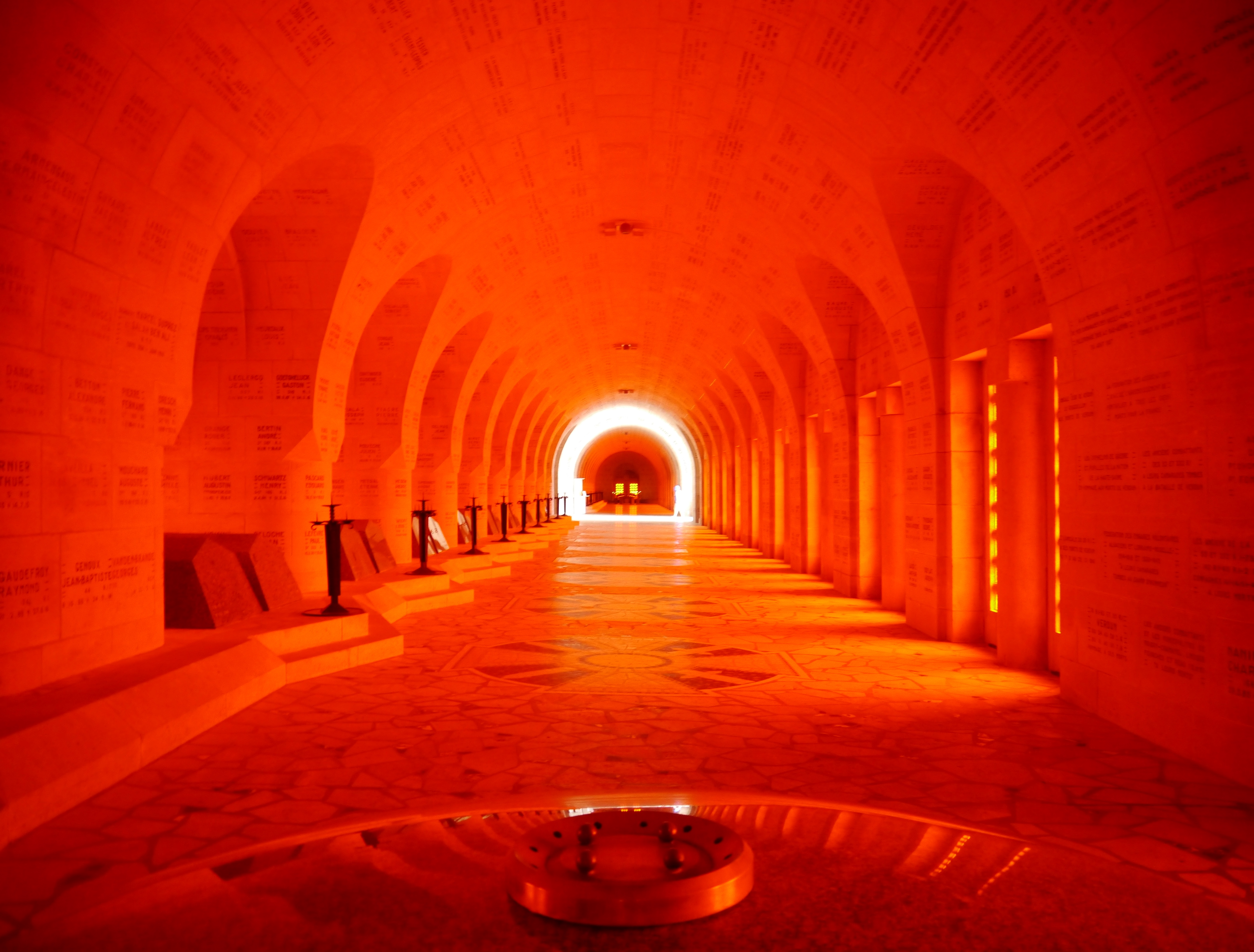
Wnętrze ossuarium
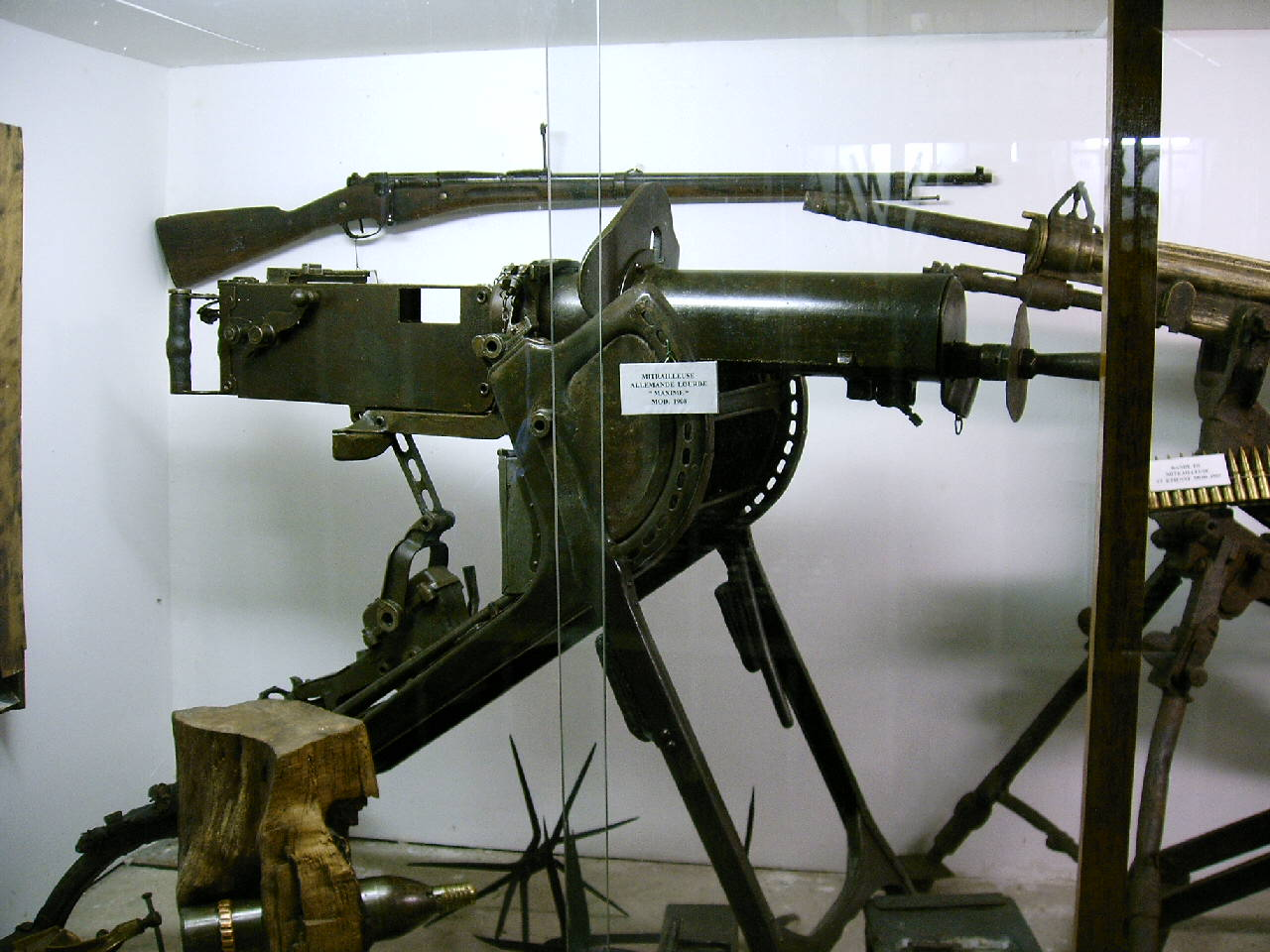
Część ekspozycji muzeum
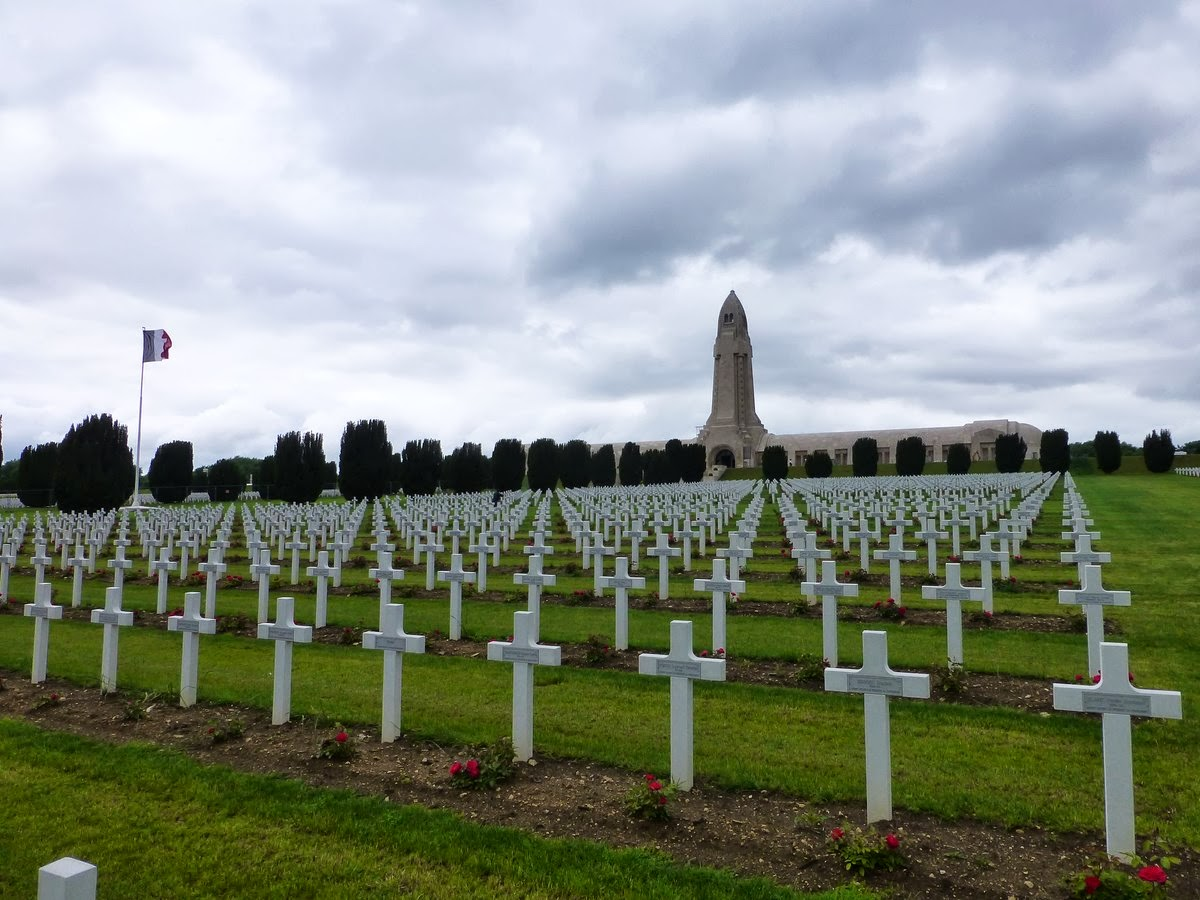
Cmentarz